# Nadciśnienie (album)
Nadciśnienie – jedenasty album studyjny poznańskiego rapera Palucha. Wydawnictwo ukazało się 27 listopada 2020 roku nakładem wytwórni muzycznej B.O.R. Records. Album zyskał status złotej płyty w przedsprzedaży, a 2 miesiące po premierze zdobył platynową płytę.

## Lista utworów
| Nr  | Tytuł utworu                                                              | Produkcja                        | Długość |
| --- | ------------------------------------------------------------------------- | -------------------------------- | ------- |
| 1.  | „Nadciśnienie” (Cuty: DJ VaZee)                                           | @chinoap01                       | 3:59    |
| 2.  | „Kaszel” (Cuty: DJ Taek)                                                  | Deemz & Lot808                   | 3:13    |
| 3.  | „Mali ludzie” (gośc. Oki)                                                 | @chinoap01 x Rocket              | 3:50    |
| 4.  | „Czwarta kawa” (gośc. Gedz, Włodi)                                        | 808bros                          | 3:20    |
| 5.  | „Wszystko nowe”                                                           | Kubi Producent                   | 3:20    |
| 6.  | „Potrzeby” (Stopa Bas)                                                    | Julas                            | 3:32    |
| 7.  | „Drugi brzeg”                                                             | Worek x Moody Scrag              | 3:27    |
| 8.  | „AWF” (Akademia Wychowania Finansowego)                                   | Deemz                            | 3:39    |
| 9.  | „Nie ma życia” (gośc. KęKę)                                               | DR Ap                            | 3:09    |
| 10. | „Części zamienne”                                                         | @chinoap01                       | 3:38    |
| 11. | „Skit”                                                                    |                                  | 0:27    |
| 12. | „Normalnie nie”                                                           | Johnny illstrument x Worek x NAC | 3:26    |
| 13. | „Cztery kostki lodu”                                                      | Worek x @chinoap01               | 3:19    |
| 14. | „120/80”                                                                  | Julas                            | 2:49    |
| 15. | „Pranie bani” (Bonus Track)                                               | Julas                            |         |
| 16. | „Żadnych oczekiwań” (Bonus Track; gośc. Lipa, Kamel, Dryja, Oliver Olson) | PSR                              |         |
|     |                                                                           |                                  | 45:08   |

## Listy sprzedaży
| Terytorium | Lista | Pozycja | Źr.   |
| ---------- | ----- | ------- | ----- |
| Polska     | OLiS  | 1       | [ 5 ] |

## Certyfikaty i sprzedaż
| Data             | Certyfikat ZPAV | Sprzedaż |
| ---------------- | --------------- | -------- |
| 16 grudnia 2020  | złota płyta     | 15 000+  |
| 27 stycznia 2021 | platynowa płyta | 30 000+  |

## Wyróżnienia
| Publikacja | Wyróżnienie              | Pozycja   |
| ---------- | ------------------------ | --------- |
| Empik      | Bestsellery 2020 Hip-Hop | Nominacja |